# جعبه‌ماهی نیوزیلندی
جعبه‌ماهی نیوزیلندی (نام علمی: Paracanthostracion lindsayi) نام یک گونه از تیره صندوق‌ماهیان است.